# Stazione di Nagai (Osaka)
La stazione di Nagai (長居駅?, Nagai-eki) è una stazione della metropolitana di Osaka situata nell'area sud della città di Osaka, e precisamente nel quartiere di Sumiyoshi-ku. Presso la stazione si trova anche l'omonima stazione della JR West con la quale è possibile cambiare sulla linea Hanwa.

## Linee
JR West
■ Linea Hanwa
Metropolitana di Osaka
 Linea Midōsuji

## Struttura

### Stazione JR West
La stazione è costituita da due marciapiedi laterali con 2 binari su viadotto.
| 1 | ■ Linea Hanwa | per Ōtori, Kansai Aeroporto e Wakayama |
| 2 | ■ Linea Hanwa | per Tennōji e Osaka                    |

### Stazione della metropolitana
La stazione è costituita da due marciapiedi laterali con 2 binari sotterranei.
| 1 | Linea Midōsuji | per Abiko e Nakamozu                                |
| 2 | Linea Midōsuji | per Namba, Hommachi, Umeda, Shin-Ōsaka e Senri-Chūō |

## Stazioni adiacenti
| ≪                                 | Servizio    | ≫           |
| Linea Hanwa                       | Linea Hanwa | Linea Hanwa |
| --------------------------------- | ----------- | ----------- |
| Tsurugaoka                        | Locale      | Abikochō    |
| Tutti gli altri treni non fermano |             |             |
| Linea Midōsuji                    |             |             |
| Nishi-Tanabe                      | Locale      | Abiko       |